# Max de Blumer
Max de Blumer (Karlsruhe, 4 dicembre 1867 – Udine, 10 aprile 1890) è stato un ciclista russo naturalizzato italiano.

## Biografia
Max De Blumer nacque a Karlsruhe, in Germania, il 4 dicembre 1867 da genitori russi. Il padre, Niklass Von Blumer (San Pietroburgo, 1830 - Ginevra, 1879), era nato da genitori danesi, mentre la madre, Anna Katharina Fitz Gerald (San Pietroburgo, 1827-Roma 1907) proveniva da una famiglia originaria del Baden-Württemberg.
La sorella di Max, Vera Geraldine Von Blumer, aveva sposato nel 1879 a Roma un Senatore del Regno d’Italia, il conte friulano Filippo Giuseppe Igino Savorgnan di Brazzà.
Le prime notizie come socio del Club Velocipedistico Fiorentino risalgono al 1886. Sotto le insegne del Club fiorentino partecipò a numerose gare a Firenze, Prato, Empoli e al nuovo circuito velocipedistico denominato "della Montagnola" a Bologna. Conobbe e divenne amico del fortissimo velocipedista americano Robert Davis, anch’esso socio del club di Firenze.
Il mensile sportivo La Rivista Velocipedistica del[20 maggio 1887, riporta un articolo dedicato alla gara denominata "Nettuno" (2815 metri), svoltasi alla pista velocipedistica denominata "della Montagnola" a Bologna, dove il De Blumer giunse 1° realizzando un tempo di 5' 38" 4/5.
L’8 e il 9 settembre 1888 De Blumer partecipò alle corse velocipedistiche internazionali organizzate a Barcola (Trieste) utilizzando lo pseudonimo “Xam” e gareggiando tra le file del Veloce Club Firenze.
Sempre nello stesso anno, il settimanale  pubblicato a Cesena "Il Cittadino", riporta la presenza di De Blumer alle corse velocipedistiche disputate nel circuito velocipedistico "della Montagnola" di Bologna. Nel trafiletto il de Blumer viene osannato per la splendida volata eseguita all'ultimo giro e terminata con una passeggiata in mezzo a due ali di folla che lo acclamavano come "l'eroe della giornata".
Il 1889 fu il suo anno. Il 10 giugno conquistò, nella pista velocipedistica di Pavia, il titolo di campione italiano nella specialità 7 000 metri. Negli ultimi 200 metri della gara De Blumer, distante alcune decine di metri da chi lo precedeva, superò Robecchi con una volata impressionante che scatenò gli applausi del numeroso pubblico presente. Il risultato finale fu: Primo De Blumer in 13’41”, secondo Ambrogio Robecchi con 13’41”2/5, terzo il milanese Gnesutta con 13’41”4/5.
De Blumer partì nel 1889 per gli Stati Uniti, dove partecipò a numerose gare. Come riporta la Rivista velocipedistica del 15 febbraio 1890, De Blumer si ammalò durante la traversata oceanica di ritorno. Sbarcato in Francia, le sue condizioni risultavano talmente gravi da consigliare i medici di ricoverarlo all'ospedale di Parigi. Nei giorni seguenti il suo stato di salute lentamente migliorò.
Difficile capire se il ricovero fosse dovuto a una malattia contratta durante il soggiorno in America oppure scatenata da una forma latente di tubercolosi dalla quale il De Blumer era affetto già da qualche anno e che periodicamente si ripresentava.
Dopo le dimissioni dall'ospedale parigino, il De Blumer rientrò in Italia e fu accompagnato in Friuli per svolgere la riabilitazione a palazzo Brazzà, residenza  della sorella a Udine.
Max de Blumer morì il 10 aprile 1890 per il riacutizzarsi delle condizioni nelle quali versava. Come riporta l'11 aprile 1890 il Giornale di Udine, la sua dipartita lasciò incredulo e attonito tutto il mondo del velocipedismo nazionale e internazionale.

Il quotidiano udinese La Patria del Friuli, nel suo numero dell'11 aprile 1890, riporta in un trafiletto dedicato alla scomparsa del grande campione, le seguenti parole: 
"Annunciamo con dolore la morte di questo giovane - è trapassato a soli 23 anni! - cui si resero stamane, alle sei, funerali in forma del tutto privata, per desiderio della famiglia. Max de Blumer è un nome assai noto nel mondo velocipedistico. Per due anni di seguito (1888-1889) egli fu campione del Veloce Club di Firenze; e nel decorso anno (1889) Campione Italiano di Velocità.
Egli prese parte a 18 corse e riportò 18 primi premi! Ed ora, per sempre riposerà nel modesto nostro Cimitero Monumentale Cittadino. Egli era suddito Russo, però nato a Karlsruhe nel 1867, ed imparentato con una illustre famiglia friulana - i Brazzà".
Le sue spoglie mortali vennero tumulate all'interno della tomba monumentale della famiglia Brazzà.

## Club velocipedistici di appartenenza
Durante la sua carriera agonistica il velocipedista Max de Blumer fu iscritto a più Club Velocipedistici.
- Veloce Club Firenze
- Veloce Club Bologna
- Veloce Club Udine
- Veloce Club Trieste
- Unione Velocipedistica Pavese - 1889 Pavia- Socio Club Velocipedistico

## Palmarès
- 1888

1. Il 20 e il 21 maggio 1888, gareggiando a Bologna nella specialità Biciclo, conquistò tre primi premi alle gare velocipedistiche svoltesi nel circuito detto "della Montagnola".[7][8]
2. Primo classificato alle corse velocipedistiche internazionali di Trieste del 10 settembre 1888 svoltesi nella pista velocipedistica di Barcola (metri 5 250 - 15 giri di pista) realizzando un tempo di 10' 44" 4/5.[9]

- 1889

1. Campione italiano di velocità su strada nella specialità 7 000 metri alle corse velocipedistiche di Firenze del 28 marzo 1889 con un tempo di 13' 54".[10]
2. Il 12 maggio 1889 conquista un primo premio alle gare velocipedistiche di Ferrara.[11]
3. Campione italiano di velocità su pista nella specialità 7 000 metri alle corse velocipedistiche di Pavia del 10 giugno 1889 realizzando un tempo di 13' 41".[12]